# KPD Schleswig-Holstein
Die KPD Schleswig-Holstein bildete in der Weimarer Republik und in den Nachkriegsjahren bis 1948 zusammen mit der Hamburger KPD den Bezirksverband Wasserkante der Kommunistischen Partei Deutschlands, hielt aber bereits separate Landesparteitage zur Aufstellung der Wahllisten für den Provinziallandtag bzw. den Landtag ab. Ein solcher Landesparteitag wählte auch die KPD-Fraktion des im September 1946 ernannten Landtages. 1948 wurde der Bezirksverband Wasserkante aufgelöst und es entstand ein separater Landesverband der Partei.

## Weimarer Republik
1919 bildeten sich auch in der preußischen Provinz Schleswig-Holstein lokale Organisationen der KPD. Reichsweit bekannt wurde 1930 die Blutnacht von Wöhrden und als Protagonist der KPD-Reichstagsabgeordnete Christian Heuck.
Bei den Wahlen zum Provinziallandtag Schleswig-Holstein erreichte die KPD 1921 5,3 % der Stimmen und drei Sitze und 1925 7,3 % der Stimmen und fünf Sitze. 1929 waren es erneut 7,3 % und fünf Sitze, 1933 7,8 % und fünf Sitze.
Nach der Machtergreifung der Nationalsozialisten wurde die KPD verboten.

## Nach 1945
Im Februar 1946 wurde von der britischen Besatzungsmacht der Ernannte Landtag von Schleswig-Holstein ins Leben gerufen. Unter den 60 ernannten Mitgliedern waren sechs Abgeordnete, die sich in der Fraktion der KPD zusammenschlossen. Am 13. Oktober 1946 fanden Kommunalwahlen in Schleswig-Holstein statt. Die Militärregierung verfügte nun über repräsentatives Bild der Stärke der einzelnen Parteien und nutzte diesen Maßstab zur Festlegung der Fraktionsstärken im Landtag der zweiten Ernennungsperiode. Damit entfielen auf die Kommunisten nur noch drei von 60 Abgeordneten. Die Richtigkeit dieser Einschätzung ergab sich bei der ersten Landtagswahl in Schleswig-Holstein 1947: Mit 4,7 % der Stimmen erhielt die KPD keine Mandate.
Bei der zweiten Landtagswahl in Schleswig-Holstein 1950 scheiterte die KPD mit 2,16 % und bei der Landtagswahl 1954 mit 2,07 % der Stimmen am Einzug in den Landtag.
Das KPD-Verbot 1956 beendete die legale Betätigung der KPD in Schleswig-Holstein. Von April 1946 bis August 1956 erschien das Parteiblatt Norddeutsches Echo.

## Personen nach 1945

### Landesvorsitzende
Landesvorsitzende waren nacheinander
- Gertrud Rast (1948), sie wechselte auf den Chefredakteursposten der Parteizeitung Norddeutsches Echo
- Albin Stobwasser (1949), Rücktritt nach Kritik der Parteileitung, Stobwasser amtierte von 1951 bis 1953 als Landesvorsitzender der KPD Rheinland-Pfalz
- Klaus Weigle (1950)
- Hein Meyn (1952), nach wenigen Monaten vom Vorsitz enthoben
- Und wieder bis zum Parteiverbot 1956 Klaus Weigle, der vom Zentralkomitee zwischenzeitlich auf den vakanten Landesvorsitz in Hessen delegiert worden war.[3][4]

Bis Januar 1949 waren die KPD-Landesvorsitzenden der Westzonen Mitglieder des Parteivorstandes der SED, das galt in Schleswig-Holstein nur für Gertrud Rast.

### Minister
In der ersten ernannten Regierung Schleswig-Holsteins, dem Kabinett Steltzer I, vertrat Emil Matthews vom 11. April 1946 bis zum 22. November 1946 als Minister für Gesundheitswesen die KPD. Dem Kabinett Steltzer II gehörte kein KPD-Minister mehr an.

### Abgeordnete im ernannten Landtag
| Name             | erste Ernennungsperiode | zweite Ernennungsperiode |
| ---------------- | ----------------------- | ------------------------ |
| Hans Ambs        | Mitglied                |                          |
| Hugo Bischof     | (Zweiter Vizepräsident) | Mitglied                 |
| Julius Jürgensen | Mitglied                | Mitglied                 |
| Emil Matthews    | Mitglied                |                          |
| Agnes Nielsen    | Mitglied                |                          |
| Otto Preßler     | Fraktionsvorsitzender   | Gruppenvorsitzender      |
| Bertha Schulze   | Mitglied ab 6. Mai 1946 |                          |

## Ergebnisse bei den Landtagswahlen ab 1947
| Landtagswahlergebnisse | Landtagswahlergebnisse | Landtagswahlergebnisse | Landtagswahlergebnisse |
| Jahr                   | Stimmen                | Sitze                  |                        |
| ---------------------- | ---------------------- | ---------------------- | ---------------------- |
| 1947                   | 4,7 %                  | —                      |                        |
| 1950                   | 2,2 %                  | —                      |                        |
| 1954                   | 2,1 %                  | —                      |                        |